# PFK CSKA Sofia
O PFC CSKA Sófia é um clube de futebol da Bulgária fundado em 1948, na cidade de Sófia, capital do país. Manda seus jogos no Balgarska Armiya Stadium, com capacidade para 22.500 pessoas. Seu mascote é um leão. Em 2008, quando conquistava mais um campeonato búlgaro, e seu consequente apuramento para as eliminatórias da Liga dos Campeões, o clube foi despromovido pelos tribunais por dívidas à Segurança Social.
Tal como outros CSKAs, é o clube do Exército do país. A sigla, em búlgaro, significa "Clube de Esportes Central do Exército" (Centralen Sporten Klub na Armiyata, no original).
Oficialmente estabelecido em 5 de maio de 1948, as raízes do CSKA remontam a um clube de oficiais do exército fundado em 1923.[1] O clube conquistou um recorde de 31 títulos búlgaros e 21 Copas da Bulgária. Internacionalmente, o CSKA é o único clube búlgaro a chegar às semifinais da Copa da Europa, o que já fez duas vezes, e também chegou à semifinal da Copa dos Vencedores das Copas uma vez. As cores da casa do CSKA são vermelho e branco e sua casa é o Estádio Balgarska Armiya Stadium. Os maiores rivais do clube são o Levski Sofia e as partidas entre as duas equipes são conhecidas como O Eterno Derby da Bulgária.

## Uniformes

### Uniformes atuais

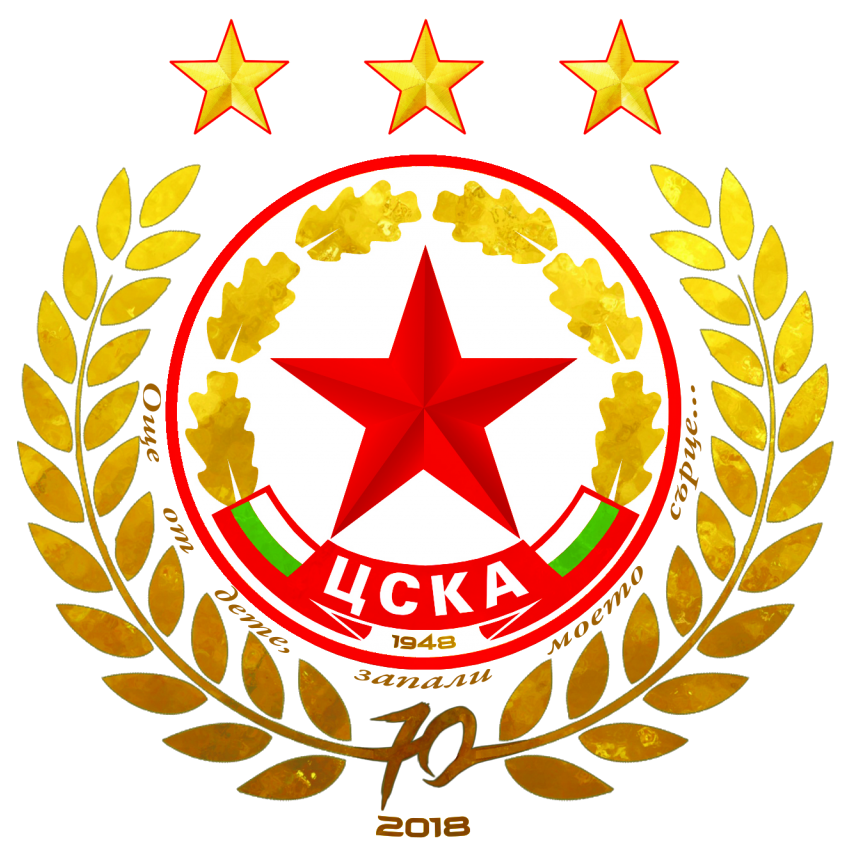
Escudo comemorativo de 70 anos

| 1º Uniforme | 2º Uniforme | 1 Combinação |

## Títulos
- Liga Profissional Búlgara de Futebol A: 31 vezes em sua história.

- Copa da Bulgária: 21 vezes em sua história.

- Supercopa da Bulgária: 8 vezes: (1960, 1961, 1966, 1976, 1978, 1992, 1993 e 1994)

## Elenco atual
- Atualizado em 05 de fevereiro de 2019.

Legenda
- : Capitão
- : Jogador lesionado

1. ↑  Съдът призна: ЦСКА е наследник на АС-23
2. ↑  Вечна ранглиста на "А" група
3. ↑  What if ... the FIFA World Cup had been played in a different year
4. ↑  CSKA Claim Amazing 1-0 over Liverpool
5. ↑  Liverpool: CSKA Turned into Real Struggle
6. ↑  Bulgaria FC CSKA Without License, Out of Champions' League
7. ↑  CSKA Sofia excluded from Champions League
8. ↑  Bulgaria Court Resumes Trial against CSKA Ex-President Tomov
9. ↑  Pramod Mittal sells CSKA Sofia
10. ↑  CSKA Sofia Reach Europa League Groups after Moscow Victory
11. ↑  Bulgarian Club CSKA Sofia Appoint Romanian Coach
12. ↑  Bulgaria Legend Penev Returns to CSKA Sofia Bench
13. ↑  Soccer-Troubled CSKA Sofia seek to raise $6.3 mln from IPO
14. ↑  Галин Иванов е новият треньор на ЦСКА (ВИДЕО)
15. ↑  CSKA SOFIA HIRE NEW COACH WHO AGREES TO WORK FOR FREE
16. ↑  Томов прехвърли акциите си и се оттегли от ЦСКА
17. ↑  Официално: ЦСКА с нов собственик
18. ↑  Съобщение на Лицензионната комисия
19. ↑  Пламен Марков: Много зложелатели искат ЦСКА да не съществува
20. ↑  В ЛОВЕЧ ЩЕ БЪДЕ СЪЗДАДЕН НОВ ФУТБОЛЕН КЛУБ
21. ↑  Въртележка: Литекс ще рита във "В" група с лиценза на Ботев Луковит
22. ↑  Официално: "Ред Енимълс" плати емблемата на ЦСКА
23. ↑  Alan Pardew: CSKA Sofia appoint Englishman as new manager
24. ↑  CSKA Sofia: Alan Pardew leaves after racist behaviour from some of Bulgarian club's fans
25. ↑  Werder-Double 2003/04
26. ↑  ЦСКА взе купа в Испания
27. ↑  Юбилейната емблема
28. ↑  Мартин Смоленски ще играе под наем в Пирин
29. ↑  ЦСКА осъществи два изходящи трансфера, други двама ще играят под наем
30. ↑  Калоян Кръстев остава под наем в Берое
31. ↑  Тончи Кукоч ще вика по Лудогорец от сектор "Г"
32. ↑  Патриарх Неофит е фен на ЦСКА
33. ↑  Данчето подари "Сърца червени" на ЦСКА